# Zagorzyce (powiat pińczowski)
Zagorzyce (dawniej Zagórzyce) – wieś w Polsce, położona w województwie świętokrzyskim, w powiecie pińczowskim, w gminie Pińczów.
| SIMC    | Nazwa      | Rodzaj     |
| ------- | ---------- | ---------- |
| 0263774 | Pod Górami | część wsi  |
| 0263780 | Smyków     | przysiółek |
| 0263797 | Teresów    | przysiółek |

W latach 1975–1998 miejscowość należała administracyjnie do województwa kieleckiego.
W XVIII wieku majątek ziemski Zagorzyce należał do rodziny Różyckich. W 1781 roku urodził się w Zagorzycach gen. Samuel Józef Różycki. W 1864 roku mieszkańcy wsi Zagorzyce na mocy ukazu cara Aleksandra II Romanowa o uwłaszczeniu chłopów posiadaną ziemię oraz budynki otrzymali na własność.